# Korolevo (gemeente)
Korolevo (Oekraïens: Королево, Hongaars: Királyháza) is een gemeente in Oekraïne in de oblast Transkarpatië in de rajon Berehove. De gemeente Korolevo heeft als hoofdplaats het gelijknamige stadje. De gemeente heeft 22.492 inwoners, waarvan 2809 Hongaren (12%).
De gemeente is gevormd na de verkiezingen van 25 oktober 2020. De gemeente heeft 26 raadsleden, onder hen werden 3 Hongaren verkozen.

## Plaatsen in de gemeente
- Verjatsja, Веряця (Hongaars: Veréce)
- Horbki, Горбки (Hongaars: Rákospatak)
- Hudya, Гудя (Hongaars: Gödényháza) (47,97% etnische Hongaren)
- Korolevo,Королево (Hongaars: Királyháza) (5% etnische Hongaren)
- Novoselitsia, Новоселиця (Hongaars: Sósújfalu)
- Sasovo, Сасово (Hongaars: Tiszaszászfalu)
- Tekovo, Теково (Hongaars: Tekeháza) (26,65% etnische Hongaren)
- Hyja, Хижа (Hongaars: Kistarna)
- Tsjerna, Черна (Hongaars: Csarnatő)